# Yoo Sang-chul
Dans ce nom coréen, le nom de famille, Yoo, précède le nom personnel.
Pour les articles homonymes, voir Yoo.
Yoo Sang-chul, né le 18 octobre 1971 à Séoul (Corée du Sud) et mort le 7 juin 2021 dans la même ville, est un footballeur international sud-coréen.
Milieu de terrain sélectionné à 123 reprises en équipe nationale, Yoo Sang-chul est un des joueurs sud-coréens les plus importants des années 1990 et 2006. Réputé pour sa puissance et son jeu de tête, il était également capable d'évoluer en attaque tout comme en défense. 

## Biographie

### Carrière de joueur

#### En club
Il réalise l'essentiel de sa carrière de joueur professionnel sous les couleurs du club coréen d'Ulsan Hyundai Horang-i, en Championnat de Corée du Sud de football. Élu en tant que défenseur dans l'équipe-type du championnat (K-League Best XI (en)) en 1994, il est champion de Corée du Sud en 1996. En 1998, alors qu'il évolue comme milieu, il est le meilleur buteur de K-League (en) (avec 14 buts en 20 matchs) et de nouveau nommé dans l'équipe-type. 
En 1999, il quitte la Corée pour Yokohama F·Marinos, en championnat du Japon, puis après deux saisons, Kashiwa Reysol. Revenu à Ulsan comme attaquant (il est nommé dans l'équipe type de la saison 2002 à ce poste), il fait son retour à Yokohama en 2003 pour deux saisons qui s'achèvent sur deux titres titres de champion du Japon. Il revient ensuite à Ulsan Hyundai où il remporte une deuxième couronne de champion de Corée du Sud. En 2006, handicapé par une blessure au genou, il annonce sa retraite sportive.

#### En sélection
Avec l'équipe nationale où il fait ses débuts en 1995, il est sélectionné pour la Coupe du monde de 1998, au cours de laquelle il marque un but contre la Belgique. Il participe également à la Coupe d'Asie des nations 2000, où la Corée termine à la troisième place, puis à la Coupe des confédérations 2001. 
L'année suivante, la Corée du Sud est le pays organisateur de la Coupe du monde 2002, à laquelle il participe comme titulaire. Il marque un but lors de la victoire face à la Pologne lors du premier match, et participe au parcours de sa sélection qui élimine le Portugal au premier tour, l'Italie en huitièmes de finale, l'Espagne en quart de finale et n'est battue qu'en demi-finale par l'Allemagne. Yoo Sang-chul est finalement nommé dans la All-star team de la compétition. 
Yoo Sang-chul participe ensuite aux Jeux olympiques de 2004, où la Corée du Sud est éliminée en quart de finale par le Paraguay.
Avec un total de 123 matchs joués en équipe nationale, Yoo Sang-chul est le quatrième joueur sud-coréen le plus capé, après Hong Myung-bo (136 sélections), Lee Woon-jae (132 sélections) et Lee Young-pyo (127 sélections).

### Mort
Le 21 novembre 2019, on lui diagnostique un cancer du pancréas en phase 4, entraînant son hospitalisation. Il meurt le 7 juin 2021 dans un hôpital de Séoul, à l'âge de 49 ans.

## Palmarès
Ulsan Hyundai
- Champion de Corée du Sud (K-League) : 1996, 2005
- Vainqueur de la Coupe de la Ligue sud-coréenne (Adidas Cup) : 1995, 1998
- Vainqueur de la Supercoupe de Corée du Sud : 2006
- Vainqueur de l'A3 Champions Cup : 2006

Yokohama F. Marinos
- Champion du Japon (J-League) : 2003, 2004
- Vainqueur de la Supercoupe du Japon : 2004

Équipe de Corée du Sud
- Vainqueur de la Coupe d'Asie de l'Est de football 2003
- Troisième de la Coupe d'Asie des nations de football 2000
- Quatrième de la Coupe du monde de football 2002

Équipe de Corée du Sud B
- Médaille d'or des Jeux d'Asie de l'Est 1993

Équipe de Corée du Sud universitaire
- Médaille d'argent de l'Universiade d'été de 1993

## Distinctions personnelles
- Meilleur buteur du Championnat de Corée du Sud de football 1998 (14 buts)
- Nommé dans l'équipe type de la coupe du monde 2002
- Nommé dans l'équipe type de la K League en 1994, 1998 et 2002
- Nommé dans l'équipe type pour le 30e anniversaire de la K League en 2013
- Nommé dans l'équipe des All-Stars de l'AFC en 1998
- Meilleur joueur de la Coupe d'Asie de l'Est de football 2003[6].

## Statistiques
- 1er match international :  Corée du Sud -  États-Unis le 5 mars 1994 (0-1)[1]
- Dernier match international :  Corée du Sud -  Ouzbékistan le 3 juin 2005 (1-1)[1]